# جلال الداودي
جلال الداودي هو لاعب كرة قدم مغربي من مواليد 17 أغسطس 1988 بمدينة أكادير، يشغل مركز لاعب وسط بنادي الوداد الرياضي.

## مسيرته
سجل 14 هدفا في الدوري المغربي مع نادي حسنية أغادير خلال موسم 2016-17.

## روابط خارجية
- جلال الداودي على موقع قاعدة بيانات كرة القدم.إي يو (الإنجليزية)
- جلال الداودي على موقع Soccerway.com (الإنجليزية)
- جلال الداودي على موقع عالم كرة القدم.نت (الإنجليزية)